# Litorale di Palma di Montechiaro
Litorale di Palma di Montechiaro este o arie protejată (arie specială de conservare — SAC, sit de importanță comunitară — SCI) din Italia întinsă pe o suprafață de 1.000 ha, din care 1 % marine.

## Localizare
Centrul sitului Litorale di Palma di Montechiaro este situat la coordonatele 37°09′18″N 13°46′35″E / 37.155104°N 13.776422°E.

## Înființare
Situl Litorale di Palma di Montechiaro a fost declarat sit de importanță comunitară în septembrie 1995 pentru a proteja 10 specii de animale. Situl a fost protejat și ca arie specială de conservare în decembrie 2015.

## Biodiversitate
Situată în ecoregiunea mediteraneană, aria protejată conține 9 habitate naturale: Tufărișuri halo-nitrofile (Pegano-Salsoletea), Tufărișuri termo-mediteraneene și de pre-deșert, Pseudostepă cu ierburi și specii anuale de Thero-Brachypodietea, Dune de pe litoral fixate cu Crucianellion maritimae, Dune mobile cu vegetație embrionară, Recifuri, Vegetație anuală la limita mareei, Dune cu vegetație ierboasă Malcolmietalia, Păduri de Quercus ilex și Quercus rotundifolia.
La baza desemnării sitului se află mai multe specii protejate de  păsări (10): Alectoris graeca whitakeri, pasărea ogorului (Burhinus oedicnemus), ciocârlie-cu-degete-scurte (Calandrella brachydactyla), prundaș gulerat mare (Charadrius hiaticula), egretă mică (Egretta garzetta), Falco naumanni, sfrâncioc cu cap roșu (Lanius senator), pescăruș râzător (Larus ridibundus), ciocârlie de bărăgan (Melanocorypha calandra), pietrar mediteranean (Oenanthe hispanica)
Pe lângă speciile protejate, pe teritoriul sitului au mai fost identificate 10 specii de plante, 4 specii de păsări, 1 specie de mamifere, 1 specie de reptile.